# Ivan Vladislavovich Zholtovsky
Iván Vladislávovich Zholtovski (en ruso: Ива́н Владисла́вович Жолто́вский, en bielorruso: Іван Уладзісла́вавіч Жалто́ўскі, 1867–1959) fue un arquitecto y educador bielorruso-soviético. Trabajó principalmente en Moscú desde 1898 hasta su muerte. Un maestro consumado de la Renovación del Renacimiento antes de la Revolución rusa de 1917, más tarde se convirtió en una figura clave de la arquitectura estalinista.
Iván Zholtovski nació en Plótnitsa, Gobernación de Minsk, Imperio ruso (actual Bielorrusia) el 27 de noviembre de 1867. Se unió a la Academia de Artes de San Petersburgo a la edad de 20 años. Los estudios de licenciatura duraron 11 años hasta 1898; Trabajó como aprendiz para las firmas de arquitectos de San Petersburgo. En el momento de la graduación, Zholtovski tenía una experiencia práctica de primer nivel en diseño, tecnología y gestión de proyectos. Mantuvo este enfoque práctico durante el resto de su carrera, siendo un gerente de construcción en el sentido original de la profesión arquitectónica. Zholtovski planeaba mudarse a Tomsk después de graduarse, pero finalmente recibió y aceptó una oferta de trabajo rápida de la Escuela de Arte Stróganov en Moscú. Se convirtió en tutor de arquitectura solo unas semanas después de obtener su propio diploma, un trabajo de medio tiempo que le permitía dedicarse a la práctica profesional.

## El hombre del Renacimiento, 1900-1917
Desde el principio, se unió al grupo de avivamiento "tradicionalistas" (ретроспективисты, lit. retrospectivists), colocándose contra el entonces dominante Art Nouveau (Russki Modern). Su búsqueda de la excelencia clásica tomó algún tiempo, ya que se vio igualmente afectado por el Estilo Imperio y el Renacimiento italiano. Si bien el renacimiento neoclásico fue en este momento la segunda escuela más grande de Rusia (con una gran demanda en San Petersburgo y menos en Moscú), la influencia del Renacimiento fue exclusiva de Zholtovski, y seguirá siendo su estilo característico hasta su muerte.

## Proyectos destacados
1902: Casa de la Sociedad Ecuestre (Moscú)
1909-1910: Casa Tarásov (Moscú)
1928: Edificio gubernamental en Majachkalá (Daguestán)
1932: Concurso de diseño para el Palacio de los Soviets (Moscú)
1934: Casa en la calle  Mojovaya (Moscú)
1936: Cámara del Comité Ejecutivo Central (Sochi)
1949: Reconstrucción del hipódromo de Moscú

Obras de Iván Zholtovski
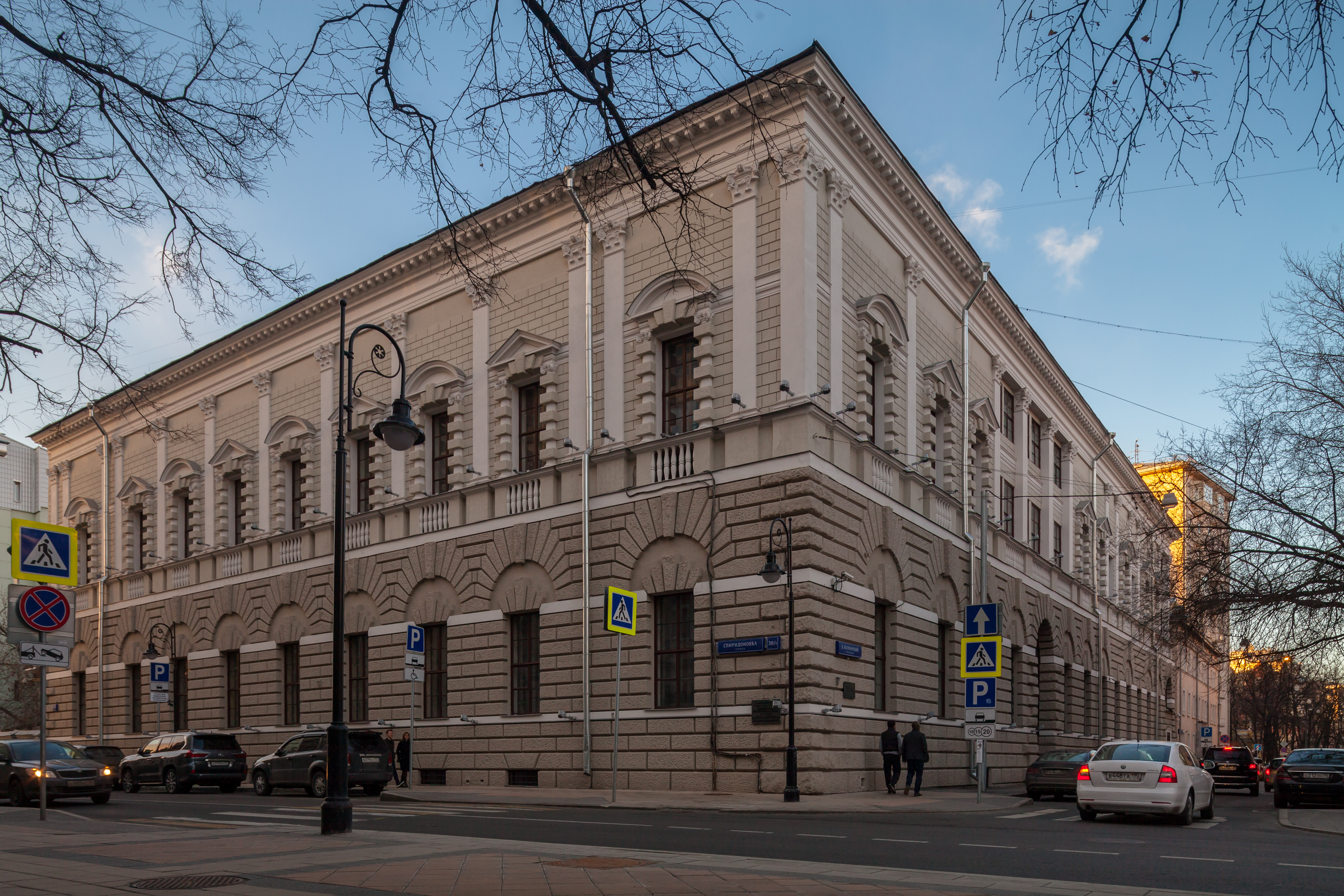
Casa Tarásov en la calle Spiridónovka, Moscú. Vista general (1909-1910)
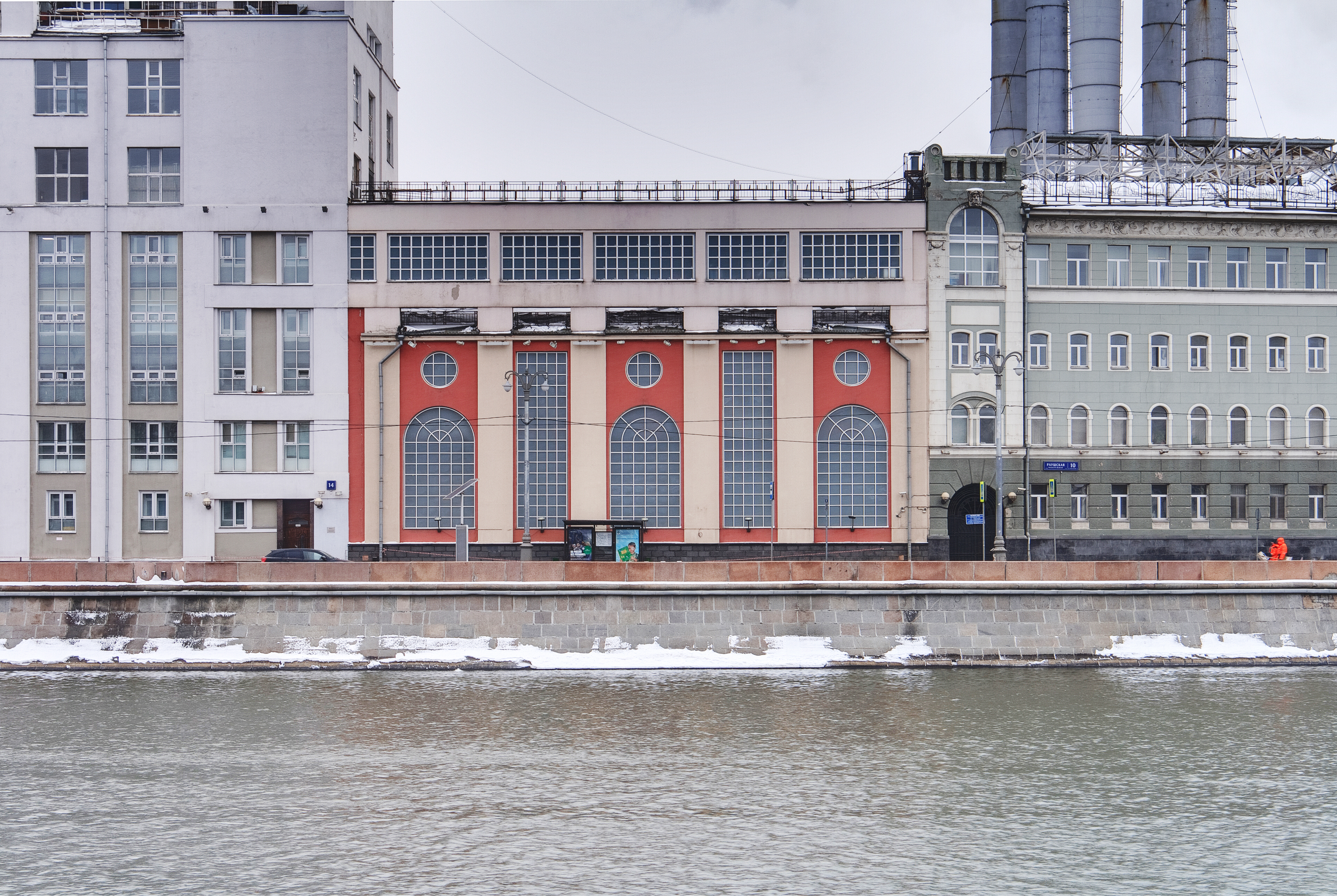
Ampliación de la central eléctrica MOGES-1 (1927, el tercer piso es una fachada ciega)
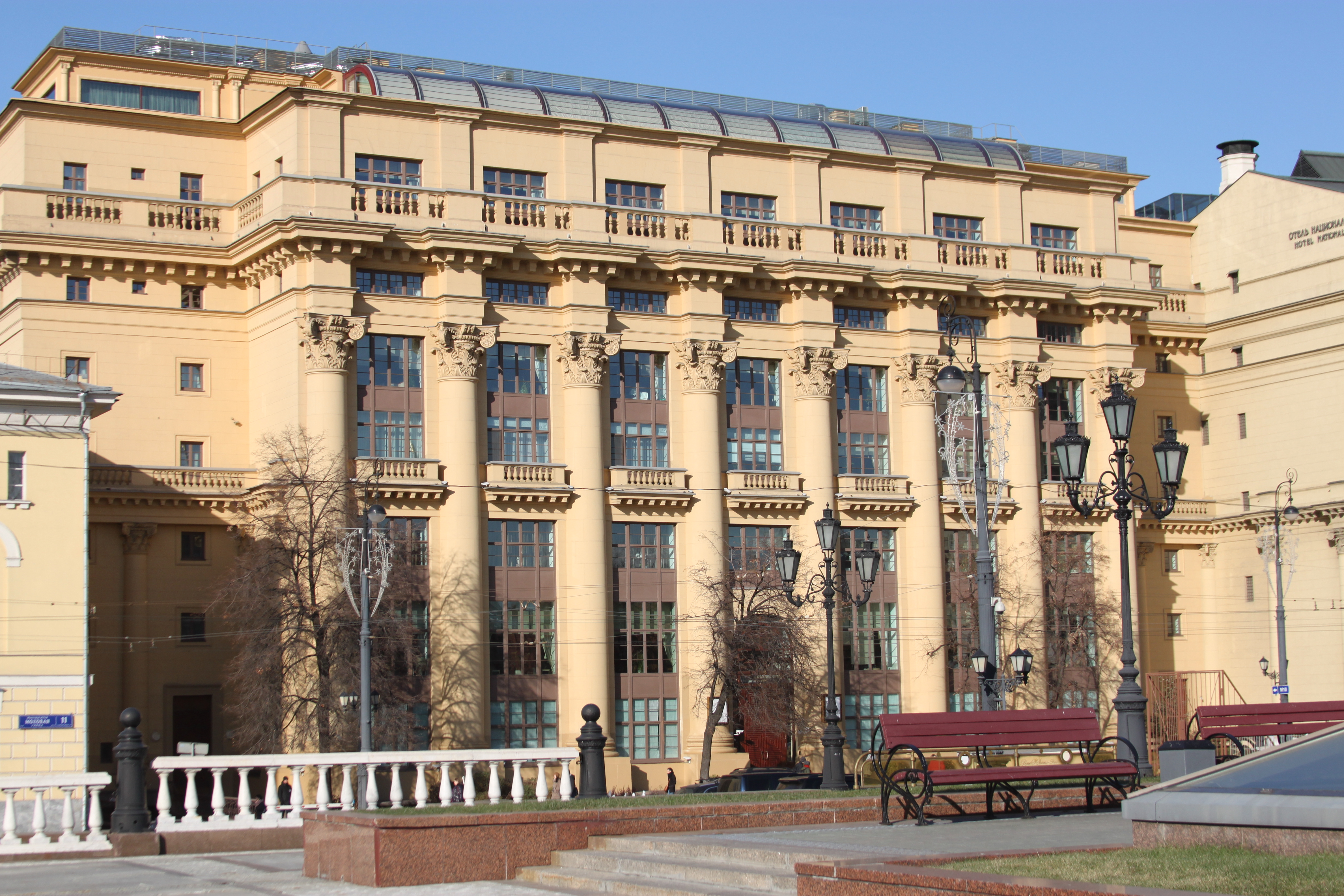
Casa en la calle Mojovaya en Moscú (1934)

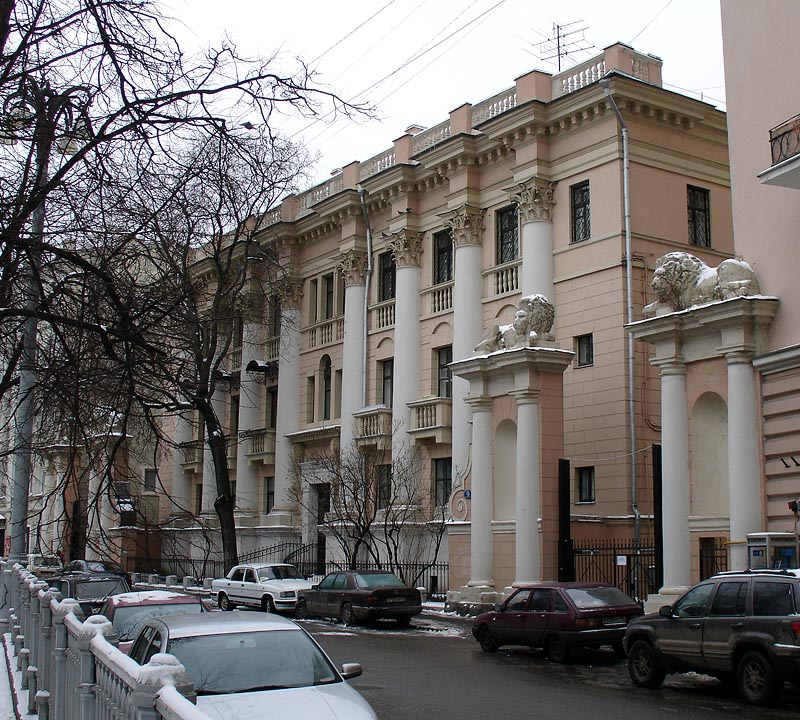
Casa del León en los Estanques del Patriarca (1945)
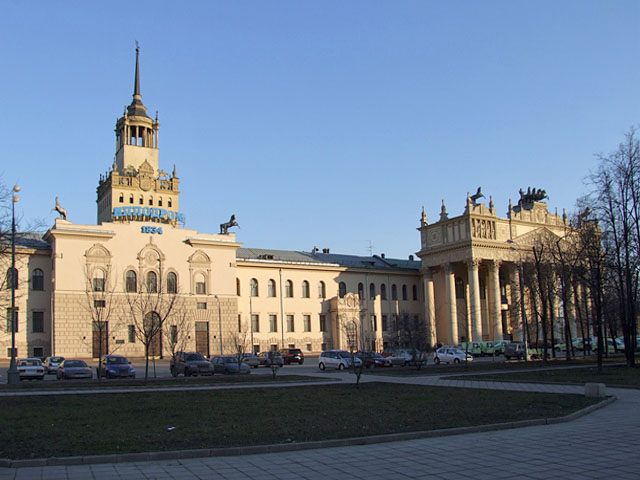
Hipódromo de Moscú (1950-1955)
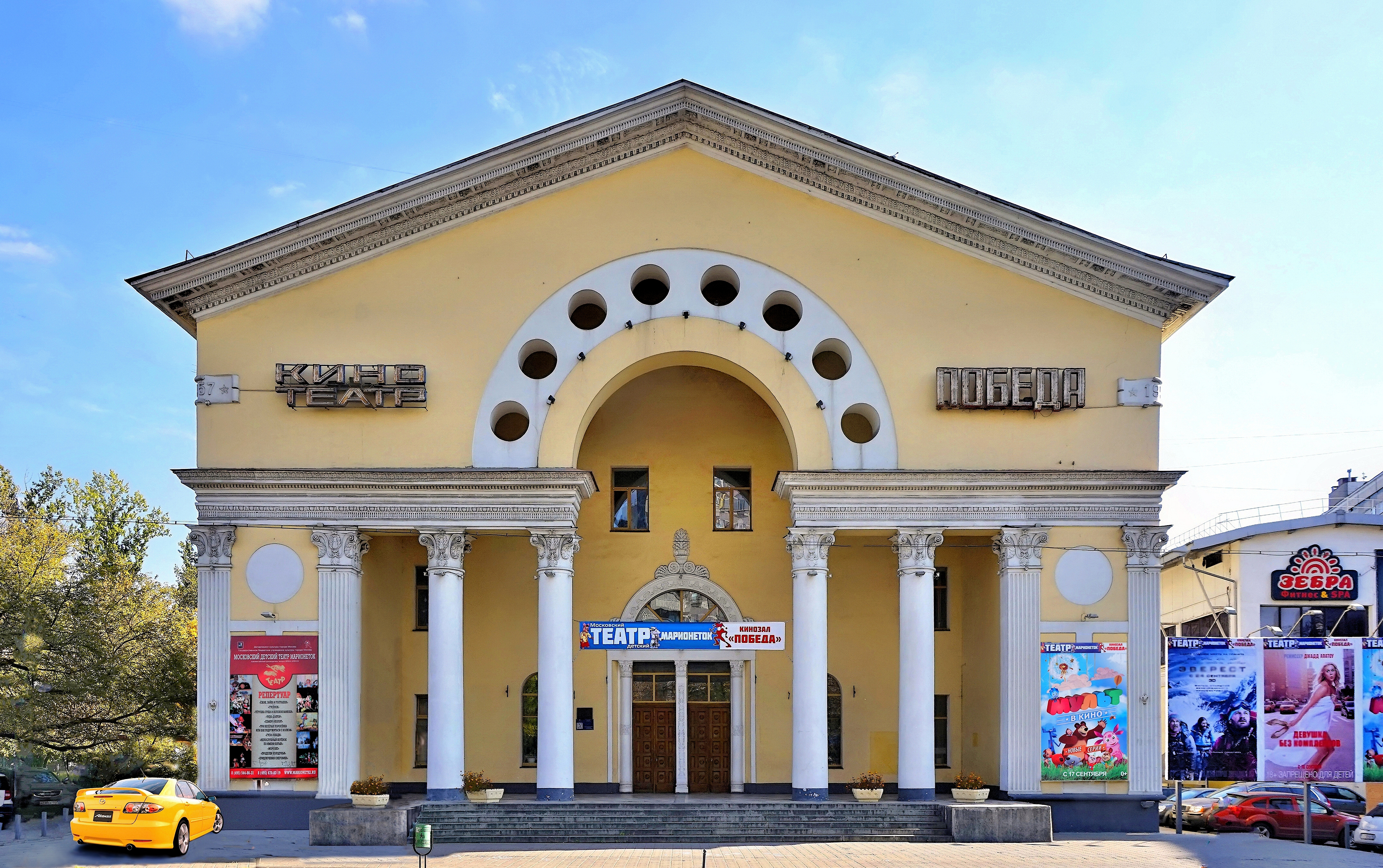
Cine Pobeda (1957)